# Konstantin Grcic
Konstantin Grcic (ur. 1965 w Monachium) – niemiecki plastyk i projektant pochodzenia serbskiego.

## Kariera zawodowa
Od 1985 uczył się stolarstwa artystycznego w The John Makepeace School for Craftsmen in Wood (Parnham College) w Oksfordzie, trzy lata później rozpoczął studia pod kierunkiem Jaspera Morrisona i Vico Magistrettiego na wydziale wzornictwa Royal College of Art w Londynie. Po ukończeniu nauki w 1990 został asystentem Jaspera Morrisona, a rok później powrócił do Monachium, gdzie założył własną pracownię projektową „Designbüro Konstantin Grcic Industrial Design”. Zaczął projektować sztukę użytkową, tworzyć wzory dla przemysłu elektrycznego (Krups, Whirlpool), oświetleniowego, meblowego oraz przedmioty codziennego użytku.

## Twórczość
Tworzy zarówno przedmioty produkowane seryjnie jak i adresowane do małych grup odbiorców. Jednym z pierwszych najbardziej znanych projektów Konstantina Grcica była lampa „May Day”, którą wyprodukowano z polipropylenu, znane są również stworzone w 2002 krzesła „Osorom” i „Chair One”. Artysta jest uznawany za jednego z najbardziej śmiałych projektantów przedmiotów codziennego użytku, wiele prac tworzy we współpracy z innymi kreatorami m.in. Carl Andre, Ed Ruscha, Bruce Newman oraz zmarły w 1996 Dan Flavin. Prace Konstantina Grcica znajdują się w zbiorach Museum of Modern Art w Nowym Jorku, Musée des arts décoratifs de Paris, Deutsches Museum und der Neuen Sammlung w Monachium. W 2000 Muzeum Goethego w Weimarze zwróciło się do Konstantina Grcica o zaprojektowanie sześćdziesięciu czterech przedmiotów powszedniego użytku, które
nazwano Kolekcją Goethego, dziewięć z nich zostało zaprezentowanych w Casa di Goethe w Rzymie. 
W 2011 otrzymał nagrodę Prix Compasso d'Oro (Złoty Kompas) za krzesło „Myto”.